# Народный совет Сирии
Народное собрание, также Народный совет (араб. مجلس الشعب‎, Меджлис аш-Шааб) — высший орган законодательной власти в Сирийской Арабской Республике на время переходный период до принятия постоянной конституции. Следующие выборы назначены на 15—20 сентября 2025 года.

## История
В Баасистской Сирии с 1963 года до 2024 года существовала система с доминирующей партией, в которой главную роль играет партия Баас. Парламент избирался на семилетний срок. При этом к выборам допускаются малые партии, не имеющие существенного влияния. 183 места гарантированы Национальному прогрессивному фронту.
До 2012 года Народный совет выдвигал единственную кандидатуру на пост президента, затем утверждаемую на всенародном референдуме; так были избраны президентами Хафез Асад и его сын Башар. С 2012 года, после принятия новой конституции, Народный совет регистрировал кандидатов на пост президента, который избирался гражданами на семилетний срок из нескольких кандидатур.
После падения режима Асада 8 декабря 2024 года ассамблея опубликовала заявление, в котором назвала этот день «историческим днём в жизни всех сирийцев», заявив, что она будет работать над обеспечением верховенства закона без какой-либо дискриминации. В заявлении был представлен новый герб Сирии, украшенный флагом сирийской оппозиции.
11 декабря 2024 года партия Баас приостановила свою деятельность на неопределённый срок. На следующий день Первое переходное правительство Сирии приостановило работу собрания и действие конституции 2012 года на трёхмесячный переходный период.
29 января 2025 года Народный совет был официально распущен, а Первое переходное правительство Сирии анонсировало выборы во Временный законодательный совет.
13 марта 2025 года президент Сирии Ахмед аш-Шараа подписал Конституционную декларацию, который включал в себя ряд основ нового сирийского парламента.
Первые парламентские выборы со свержения режима Асада были назначены на 15—20 сентября 2025 года.

## Состав
Народное собрание Сирии включает 250 депутатов, избираемых на переходный период сроком в 30 месяцев с возможностью продления.

## Правовой статус
Народное собрание Сирии имеет право отстранить президента от власти или ограничить его полномочия.

## Порядок формирования
Президент Сирии формирует Верховный комитет Народного собрания страны для избрания его членов. Он контролирует формирование комитетов выборщиков, которые избирают две трети Народного собрания, а другую треть избирает сам президент.
Члены Народного собрания приносят присягу Президенту Сирии, и формулировка присяги должна выглядеть следующим образом:

«Клянусь Всемогущим Богом исполнять свои обязанности честно и искренне».
Все депутаты Народного собрания имеют парламентскую неприкосновенность. Депутат Народного собрания может быть отстранён только с согласия двух третей его членов.

## Обязанности
Народное собрание имеет следующие обязанности:
- разрабатывает и утверждает законы,
- вносит поправки в предыдущие законы или их отменяет,
- ратифицирует международные договоры,
- утверждает общий государственный бюджет,
- утверждает всеобщую амнистию,
- принимает или отклоняет отставку одного из своих членов или лишает его неприкосновенности в соответствии со своими внутренними правилами,
- проводит слушания для министров,
- принимает решения большинством голосов.

## Правила процедуры
Народное собрание должно составить правила процедуры в течение первого месяца после первой сессии.

## Структура
Народное собрание избирает председателя, вице-председателя и секретаря на первом же своём заседании, которое возглавляет старейший депутат, большинством голосов с помощью тайного голосования.